# Ва'алетоа Суалауві II
Ва'алетоа Суалауві II — державний і політичний діяч Самоа; З 11 травня по 20 червня 2007 року був виконуючим обов'язки О ле Ао О ле Мало. Чинний глава держави Самоа з 21 липня 2017 року.

## Біографія
Народився 29 квітня 1947 року. Працював адвокатом, був головним поліцейським інспектором Самоа та вчителем середньої школи . Також служив у Верховному Суді Самоа. Був членом Ради депутатів Самоа з 1993 по 2001 рік і з 2004 року.
Закінчив Австралійський національний університет зі ступенем бакалавра в галузі права, також є випускником Теологічного коледжу Малуа.